# Бадера, Александр Николаевич
Алекса́ндр Никола́евич Баде́ра (укр. Олександр Миколайович Бадера; 1 января 1948, Владимир-Волынский, Украинская ССР, СССР — 28 января 2014, Киев, Украина) — украинский активист Евромайдана. Один из героев Небесной сотни. Герой Украины (2015, посмертно).

## Биография
Родился в городе Владимир-Волынский, жил в Киеве.
С первых дней находился на Евромайдане. Готовил отвары и настои для больных и раненных.
Находился в сознании и общался со своими родными, но в больницу не обращался, так как боялся быть арестованным.[что?] 28 января скончался от полученных многочисленных травм.
31 января 2014 года был похоронен в селе Малая Солтановка. Панихиду провёл священник УПЦ КП Отец Михаил.

## Награды
- Звание Герой Украины с удостаиванием ордена «Золотая Звезда» (20 февраля 2015 года, посмертно) — за гражданское мужество, патриотизм, героическое отстаивание конституционных принципов демократии, прав и свобод человека, самоотверженное служение Украинскому народу, проявленные во время Революции достоинства[6].
- Медаль «За жертвенность и любовь к Украине» (УПЦ КП, июнь 2015 года) (посмертно)[7].